# Hyperbaenus laminatus
Hyperbaenus laminatus är en insektsart som beskrevs av Kjell Ernst Viktor Ander 1934. Hyperbaenus laminatus ingår i släktet Hyperbaenus och familjen Gryllacrididae. Inga underarter finns listade i Catalogue of Life.